# Svenska Yles litteraturpris
Svenska Yles litteraturpris (schwedisch „Svenska Yles Literaturpreis“) ist ein Preis für schöngeistige finnlandschwedische Literatur, wobei das beste finnlandschwedische Buch des Vorjahres ausgezeichnet wird. Bis 2022 war der Preis mit 2.000 Euro dotiert.
Bis 2022 ernannte die Kulturredaktion von Svenska Yle – der schwedischsprachigen Sparte des öffentlich-rechtlichen Rundfunks – einen Juror, der von Jahr zu Jahr variierte und sich für einen Preisträger entschied. Seit 2023 nominiert die Kulturredaktion fünf Werke für den Preis, und eine vierköpfige Leserjury gemeinsam mit einer von der Allgemeinheit gewählten fünften Stimme einigt sich auf einen Preisträger. Die Jury und die nominierten Werke werden auf der Buchmesse im Herbst bekanntgegeben. Die Bekanntgabe des Preisträgers erfolgt Anfang des Folgejahres.

## Preisträger und Werke
- 2000 – Carina Nynäs, Flickan och helikoptern
- 2001 – Kristina Björklund, Älskade blåa öga
- 2002 – Tom Sandqvist, Det turkiska huset
- 2003 – Johanna Enckell, Skärvor av Artaud
- 2004 – Robert Åsbacka, Fallstudie
- 2005 – Yrsa Stenius, Lögnens olidliga lätthet
- 2006 – Eva-Stina Byggmästar, Älvdrottningen
- 2007 – Emma Juslin, Frida och Frida
- 2008 – Robert Åsbacka, Orgelbyggaren
- 2009 – Johanna Holmström, Camera Obscura
- 2010 – Susanne Ringell, Vattnen
- 2011 – Marianne Backlén, Eldfågelns dans
- 2012 – Peter Sandström, Till dig som saknas
- 2013 – Malin Kivelä, Annanstans
- 2014 – Maria Turtschaninoff, Maresi krönikor från röda klostret
- 2015 – Ulrika Nielsen, Undergången
- 2016 – Ann-Luise Bertell, Vänd om min längtan
- 2017 – Adrian Perera, White Monkey
- 2018 – Sara Ehnholm Hielm, Och hjärtat, det var mitt
- 2019 – Malin Kivelä, Hjärtat
- 2020 – Kjell Westö, Tritonus
- 2021 – Quynh Tran, Skugga och svalka
- 2022 – Maria Turtschaninoff, Arvejord
- 2023 – Sofia Parland, Skrivet på revbenen